# Oscar voor beste vrouwelijke hoofdrol
De Oscar voor beste vrouwelijke hoofdrol (ook bekend als de Academy Award voor beste vrouwelijke hoofdrol, eerst de Oscar/Academy Award voor beste actrice genoemd) is een jaarlijkse prijs van de Academy of Motion Picture Arts and Sciences. De prijs is een van de belangrijkste Oscars en wordt uitgereikt aan de beste actrice in een hoofdrol van het voorgaande jaar. Welke vrouwen daarvoor in aanmerking komen wordt bepaald door mensen die werkzaam zijn in de filmindustrie. Uiteindelijk worden maximaal vijf actrices bekendgemaakt die zijn genomineerd voor de prijs. Tijdens de jaarlijkse uitreiking wordt bekendgemaakt welke van deze vijf actrices de prijs wint.

## Winnaars en genomineerden
De winnaars staan bovenaan in vette letters op een gele achtergrond. De overige actrices en films die werden genomineerd staan eronder vermeld in alfabetische volgorde.

### 1927-1929
| Jaar             | Actrice                             | Film |
| ---------------- | ----------------------------------- | ---- |
| 1927-28 (1ste)   |                                     |      |
| Janet Gaynor     | 7th Heaven, Street Angel en Sunrise |      |
| Louise Dresser   | A Ship Comes In                     |      |
| Gloria Swanson   | Sadie Thompson                      |      |
| 1928-29 (2de)    |                                     |      |
| Mary Pickford    | Coquette                            |      |
| Ruth Chatterton  | Madame X                            |      |
| Betty Compson    | The Barker                          |      |
| Jeanne Eagels    | The Letter                          |      |
| Corinne Griffith | The Divine Lady                     |      |
| Bessie Love      | The Broadway Melody                 |      |

### 1930-1939
| Jaar              | Actrice                        | Film |
| ----------------- | ------------------------------ | ---- |
| 1929-30 (3de)     |                                |      |
| Norma Shearer     | The Divorcee                   |      |
| Nancy Carroll     | The Devil's Holiday            |      |
| Ruth Chatterton   | Sarah and Son                  |      |
| Greta Garbo       | Anna Christie en Romance       |      |
| Norma Shearer     | Their Own Desire               |      |
| Gloria Swanson    | The Trespasser                 |      |
| 1930-31 (4de)     |                                |      |
| Marie Dressler    | Min and Bill                   |      |
| Marlene Dietrich  | Morocco                        |      |
| Irene Dunne       | Cimarron                       |      |
| Ann Harding       | Holiday                        |      |
| Norma Shearer     | A Free Soul                    |      |
| 1931-32 (5de)     |                                |      |
| Helen Hayes       | The Sin of Madelon Claudet     |      |
| Marie Dressler    | Emma                           |      |
| Lynn Fontanne     | The Guardsman                  |      |
| 1932-33 (6de)     |                                |      |
| Katharine Hepburn | Morning Glory                  |      |
| May Robson        | Lady for a Day                 |      |
| Diana Wynyard     | Cavalcade                      |      |
| 1934 (7de)        |                                |      |
| Claudette Colbert | It Happened One Night          |      |
| Bette Davis       | Of Human Bondage               |      |
| Grace Moore       | One Night of Love              |      |
| Norma Shearer     | The Barretts of Wimpole Street |      |
| 1935 (8ste)       |                                |      |
| Bette Davis       | Dangerous                      |      |
| Elisabeth Bergner | Escape Me Never                |      |
| Claudette Colbert | Private Worlds                 |      |
| Katharine Hepburn | Alice Adams                    |      |
| Miriam Hopkins    | Becky Sharp                    |      |
| Merle Oberon      | The Dark Angel                 |      |
| 1936 (9de)        |                                |      |
| Luise Rainer      | The Great Ziegfeld             |      |
| Irene Dunne       | Theodora Goes Wild             |      |
| Gladys George     | Valiant Is the Word for Carrie |      |
| Carole Lombard    | My Man Godfrey                 |      |
| Norma Shearer     | Romeo and Juliet               |      |
| 1937 (10de)       |                                |      |
| Luise Rainer      | The Good Earth                 |      |
| Irene Dunne       | The Awful Truth                |      |
| Greta Garbo       | Camille                        |      |
| Janet Gaynor      | A Star Is Born                 |      |
| Barbara Stanwyck  | Stella Dallas                  |      |
| 1938 (11de)       |                                |      |
| Bette Davis       | Jezebel                        |      |
| Fay Bainter       | White Banners                  |      |
| Wendy Hiller      | Pygmalion                      |      |
| Norma Shearer     | Marie Antoinette               |      |
| Margaret Sullavan | Three Comrades                 |      |
| 1939 (12de)       |                                |      |
| Vivien Leigh      | Gone with the Wind             |      |
| Bette Davis       | Dark Victory                   |      |
| Irene Dunne       | Love Affair                    |      |
| Greta Garbo       | Ninotchka                      |      |
| Greer Garson      | Goodbye, Mr. Chips             |      |

### 1940-1949
| Jaar                | Actrice                        | Film |
| ------------------- | ------------------------------ | ---- |
| 1940 (13de)         |                                |      |
| Ginger Rogers       | Kitty Foyle                    |      |
| Bette Davis         | The Letter                     |      |
| Joan Fontaine       | Rebecca                        |      |
| Katharine Hepburn   | The Philadelphia Story         |      |
| Martha Scott        | Our Town                       |      |
| 1941 (14de)         |                                |      |
| Joan Fontaine       | Suspicion                      |      |
| Bette Davis         | The Little Foxes               |      |
| Olivia de Havilland | Hold Back the Dawn             |      |
| Greer Garson        | Blossoms in the Dust           |      |
| Barbara Stanwyck    | Ball of Fire                   |      |
| 1942 (15de)         |                                |      |
| Greer Garson        | Mrs. Miniver                   |      |
| Bette Davis         | Now, Voyager                   |      |
| Katharine Hepburn   | Woman of the Year              |      |
| Rosalind Russell    | My Sister Eileen               |      |
| Teresa Wright       | The Pride of the Yankees       |      |
| 1943 (16de)         |                                |      |
| Jennifer Jones      | The Song of Bernadette         |      |
| Jean Arthur         | The More the Merrier           |      |
| Ingrid Bergman      | For Whom the Bell Tolls        |      |
| Joan Fontaine       | The Constant Nymph             |      |
| Greer Garson        | Madame Curie                   |      |
| 1944 (17de)         |                                |      |
| Ingrid Bergman      | Gaslight                       |      |
| Claudette Colbert   | Since You Went Away            |      |
| Bette Davis         | Mr. Skeffington                |      |
| Greer Garson        | Mrs. Parkington                |      |
| Barbara Stanwyck    | Double Indemnity               |      |
| 1945 (18de)         |                                |      |
| Joan Crawford       | Mildred Pierce                 |      |
| Ingrid Bergman      | The Bells of St. Mary's        |      |
| Greer Garson        | The Valley of Decision         |      |
| Jennifer Jones      | Love Letters                   |      |
| Gene Tierney        | Leave Her to Heaven            |      |
| 1946 (19de)         |                                |      |
| Olivia de Havilland | To Each His Own                |      |
| Celia Johnson       | Brief Encounter                |      |
| Jennifer Jones      | Duel in the Sun                |      |
| Rosalind Russell    | Sister Kenny                   |      |
| Jane Wyman          | The Yearling                   |      |
| 1947 (20ste)        |                                |      |
| Loretta Young       | The Farmer's Daughter          |      |
| Joan Crawford       | Possessed                      |      |
| Susan Hayward       | Smash-Up, the Story of a Woman |      |
| Dorothy McGuire     | Gentleman's Agreement          |      |
| Rosalind Russell    | Mourning Becomes Electra       |      |
| 1948 (21ste)        |                                |      |
| Jane Wyman          | Johnny Belinda                 |      |
| Ingrid Bergman      | Joan of Arc                    |      |
| Olivia de Havilland | The Snake Pit                  |      |
| Irene Dunne         | I Remember Mama                |      |
| Barbara Stanwyck    | Sorry, Wrong Number            |      |
| 1949 (22ste)        |                                |      |
| Olivia de Havilland | The Heiress                    |      |
| Jeanne Crain        | Pinky                          |      |
| Susan Hayward       | My Foolish Heart               |      |
| Deborah Kerr        | Edward, My Son                 |      |
| Loretta Young       | Come to the Stable             |      |

### 1950-1959
| Jaar              | Actrice                         | Film |
| ----------------- | ------------------------------- | ---- |
| 1950 (23ste)      |                                 |      |
| Judy Holliday     | Born Yesterday                  |      |
| Anne Baxter       | All About Eve                   |      |
| Bette Davis       | All About Eve                   |      |
| Eleanor Parker    | Caged                           |      |
| Gloria Swanson    | Sunset Blvd.                    |      |
| 1951 (24ste)      |                                 |      |
| Vivien Leigh      | A Streetcar Named Desire        |      |
| Katharine Hepburn | The African Queen               |      |
| Eleanor Parker    | Detective Story                 |      |
| Shelley Winters   | A Place in the Sun              |      |
| Jane Wyman        | The Blue Veil                   |      |
| 1952 (25ste)      |                                 |      |
| Shirley Booth     | Come Back, Little Sheba         |      |
| Joan Crawford     | Sudden Fear                     |      |
| Bette Davis       | The Star                        |      |
| Julie Harris      | The Member of the Wedding       |      |
| Susan Hayward     | With a Song in My Heart         |      |
| 1953 (26ste)      |                                 |      |
| Audrey Hepburn    | Roman Holiday                   |      |
| Leslie Caron      | Lili                            |      |
| Ava Gardner       | Mogambo                         |      |
| Deborah Kerr      | From Here to Eternity           |      |
| Maggie McNamara   | The Moon Is Blue                |      |
| 1954 (27ste)      |                                 |      |
| Grace Kelly       | The Country Girl                |      |
| Dorothy Dandridge | Carmen Jones                    |      |
| Judy Garland      | A Star Is Born                  |      |
| Audrey Hepburn    | Sabrina                         |      |
| Jane Wyman        | Magnificent Obsession           |      |
| 1955 (28ste)      |                                 |      |
| Anna Magnani      | The Rose Tattoo                 |      |
| Susan Hayward     | I'll Cry Tomorrow               |      |
| Katharine Hepburn | Summertime                      |      |
| Jennifer Jones    | Love Is a Many-Splendored Thing |      |
| Eleanor Parker    | Interrupted Melody              |      |
| 1956 (29ste)      |                                 |      |
| Ingrid Bergman    | Anastasia                       |      |
| Carroll Baker     | Baby Doll                       |      |
| Katharine Hepburn | The Rainmaker                   |      |
| Nancy Kelly       | The Bad Seed                    |      |
| Deborah Kerr      | The King and I                  |      |
| 1957 (30ste)      |                                 |      |
| Joanne Woodward   | The Three Faces of Eve          |      |
| Deborah Kerr      | Heaven Knows, Mr. Allison       |      |
| Anna Magnani      | Wild Is the Wind                |      |
| Elizabeth Taylor  | Raintree County                 |      |
| Lana Turner       | Peyton Place                    |      |
| 1958 (31ste)      |                                 |      |
| Susan Hayward     | I Want to Live!                 |      |
| Deborah Kerr      | Separate Tables                 |      |
| Shirley MacLaine  | Some Came Running               |      |
| Rosalind Russell  | Auntie Mame                     |      |
| Elizabeth Taylor  | Cat on a Hot Tin Roof           |      |
| 1959 (32ste)      |                                 |      |
| Simone Signoret   | Room at the Top                 |      |
| Doris Day         | Pillow Talk                     |      |
| Audrey Hepburn    | The Nun's Story                 |      |
| Katharine Hepburn | Suddenly, Last Summer           |      |
| Elizabeth Taylor  | Suddenly, Last Summer           |      |

### 1960-1969
| Jaar              | Actrice                          | Film |
| ----------------- | -------------------------------- | ---- |
| 1960 (33ste)      |                                  |      |
| Elizabeth Taylor  | Butterfield 8                    |      |
| Greer Garson      | Sunrise at Campobello            |      |
| Deborah Kerr      | The Sundowners                   |      |
| Shirley MacLaine  | The Apartment                    |      |
| Melina Mercouri   | Never on Sunday                  |      |
| 1961 (34ste)      |                                  |      |
| Sophia Loren      | Two Women                        |      |
| Audrey Hepburn    | Breakfast at Tiffany's           |      |
| Piper Laurie      | The Hustler                      |      |
| Geraldine Page    | Summer and Smoke                 |      |
| Natalie Wood      | Splendor in the Grass            |      |
| 1962 (35ste)      |                                  |      |
| Anne Bancroft     | The Miracle Worker               |      |
| Bette Davis       | What Ever Happened to Baby Jane? |      |
| Katharine Hepburn | Long Day's Journey Into Night    |      |
| Geraldine Page    | Sweet Bird of Youth              |      |
| Lee Remick        | Days of Wine and Roses           |      |
| 1963 (36ste)      |                                  |      |
| Patricia Neal     | Hud                              |      |
| Leslie Caron      | The L-Shaped Room                |      |
| Shirley MacLaine  | Irma la Douce                    |      |
| Rachel Roberts    | This Sporting Life               |      |
| Natalie Wood      | Love with the Proper Stranger    |      |
| 1964 (37ste)      |                                  |      |
| Julie Andrews     | Mary Poppins                     |      |
| Anne Bancroft     | The Pumpkin Eater                |      |
| Sophia Loren      | Marriage Italian Style           |      |
| Debbie Reynolds   | The Unsinkable Molly Brown       |      |
| Kim Stanley       | Seance on a Wet Afternoon        |      |
| 1965 (38ste)      |                                  |      |
| Julie Christie    | Darling                          |      |
| Julie Andrews     | The Sound of Music               |      |
| Samantha Eggar    | The Collector                    |      |
| Elizabeth Hartman | A Patch of Blue                  |      |
| Simone Signoret   | Ship of Fools                    |      |
| 1966 (39ste)      |                                  |      |
| Elizabeth Taylor  | Who's Afraid of Virginia Woolf?  |      |
| Anouk Aimée       | A Man and a Woman                |      |
| Ida Kaminska      | The Shop on Main Street          |      |
| Lynn Redgrave     | Georgy Girl                      |      |
| Vanessa Redgrave  | Morgan!                          |      |
| 1967 (40ste)      |                                  |      |
| Katharine Hepburn | Guess Who's Coming to Dinner     |      |
| Anne Bancroft     | The Graduate                     |      |
| Faye Dunaway      | Bonnie and Clyde                 |      |
| Edith Evans       | The Whisperers                   |      |
| Audrey Hepburn    | Wait Until Dark                  |      |
| 1968 (41ste)      |                                  |      |
| Katharine Hepburn | The Lion in Winter               |      |
| Barbra Streisand  | Funny Girl                       |      |
| Patricia Neal     | The Subject Was Roses            |      |
| Vanessa Redgrave  | Isadora                          |      |
| Joanne Woodward   | Rachel, Rachel                   |      |
| 1969 (42ste)      |                                  |      |
| Maggie Smith      | The Prime of Miss Jean Brodie    |      |
| Geneviève Bujold  | Anne of the Thousand Days        |      |
| Jane Fonda        | They Shoot Horses, Don't They?   |      |
| Liza Minnelli     | The Sterile Cuckoo               |      |
| Jean Simmons      | The Happy Ending                 |      |

### 1970-1979
| Jaar                     | Actrice                         | Film |
| ------------------------ | ------------------------------- | ---- |
| 1970 (43ste)             |                                 |      |
| Glenda Jackson           | Women in Love                   |      |
| Jane Alexander           | The Great White Hope            |      |
| Ali MacGraw              | Love Story                      |      |
| Sarah Miles              | Ryan's Daughter                 |      |
| Carrie Snodgress         | Diary of a Mad Housewife        |      |
| 1971 (44ste)             |                                 |      |
| Jane Fonda               | Klute                           |      |
| Julie Christie           | McCabe & Mrs. Miller            |      |
| Glenda Jackson           | Sunday Bloody Sunday            |      |
| Vanessa Redgrave         | Mary, Queen of Scots            |      |
| Janet Suzman             | Nicholas and Alexandra          |      |
| 1972 (45ste)             |                                 |      |
| Liza Minnelli            | Cabaret                         |      |
| Diana Ross               | Lady Sings the Blues            |      |
| Maggie Smith             | Travels with My Aunt            |      |
| Cicely Tyson             | Sounder                         |      |
| Liv Ullmann              | The Emigrants                   |      |
| 1973 (46ste)             |                                 |      |
| Glenda Jackson           | A Touch of Class                |      |
| Ellen Burstyn            | The Exorcist                    |      |
| Marsha Mason             | Cinderella Liberty              |      |
| Barbra Streisand         | The Way We Were                 |      |
| Joanne Woodward          | Summer Wishes, Winter Dreams    |      |
| 1974 (47ste)             |                                 |      |
| Ellen Burstyn            | Alice Doesn't Live Here Anymore |      |
| Diahann Carroll          | Claudine                        |      |
| Faye Dunaway             | Chinatown                       |      |
| Valerie Perrine          | Lenny                           |      |
| Gena Rowlands            | A Woman Under the Influence     |      |
| 1975 (48ste)             |                                 |      |
| Louise Fletcher          | One Flew Over the Cuckoo's Nest |      |
| Ann-Margret              | Tommy                           |      |
| Isabelle Adjani          | The Story of Adele H.           |      |
| Glenda Jackson           | Hedda                           |      |
| Carol Kane               | Hester Street                   |      |
| 1976 (49ste)             |                                 |      |
| Faye Dunaway             | Network                         |      |
| Marie-Christine Barrault | Cousin, Cousine                 |      |
| Talia Shire              | Rocky                           |      |
| Sissy Spacek             | Carrie                          |      |
| Liv Ullmann              | Face to Face                    |      |
| 1977 (50ste)             |                                 |      |
| Diane Keaton             | Annie Hall                      |      |
| Anne Bancroft            | The Turning Point               |      |
| Jane Fonda               | Julia                           |      |
| Shirley MacLaine         | The Turning Point               |      |
| Marsha Mason             | The Goodbye Girl                |      |
| 1978 (51ste)             |                                 |      |
| Jane Fonda               | Coming Home                     |      |
| Ingrid Bergman           | Autumn Sonata                   |      |
| Ellen Burstyn            | Same Time, Next Year            |      |
| Jill Clayburgh           | An Unmarried Woman              |      |
| Geraldine Page           | Interiors                       |      |
| 1979 (52ste)             |                                 |      |
| Sally Field              | Norma Rae                       |      |
| Jill Clayburgh           | Starting Over                   |      |
| Jane Fonda               | The China Syndrome              |      |
| Marsha Mason             | Chapter Two                     |      |
| Bette Midler             | The Rose                        |      |

### 1980-1989
| Jaar              | Actrice                       | Film |
| ----------------- | ----------------------------- | ---- |
| 1980 (53ste)      |                               |      |
| Sissy Spacek      | Coal Miner's Daughter         |      |
| Ellen Burstyn     | Resurrection                  |      |
| Goldie Hawn       | Private Benjamin              |      |
| Mary Tyler Moore  | Ordinary People               |      |
| Gena Rowlands     | Gloria                        |      |
| 1981 (54ste)      |                               |      |
| Katharine Hepburn | On Golden Pond                |      |
| Diane Keaton      | Reds                          |      |
| Marsha Mason      | Only When I Laugh             |      |
| Susan Sarandon    | Atlantic City                 |      |
| Meryl Streep      | The French Lieutenant's Woman |      |
| 1982 (55ste)      |                               |      |
| Meryl Streep      | Sophie's Choice               |      |
| Julie Andrews     | Victor/Victoria               |      |
| Jessica Lange     | Frances                       |      |
| Sissy Spacek      | Missing                       |      |
| Debra Winger      | An Officer and a Gentleman    |      |
| 1983 (56ste)      |                               |      |
| Shirley MacLaine  | Terms of Endearment           |      |
| Jane Alexander    | Testament                     |      |
| Meryl Streep      | Silkwood                      |      |
| Julie Walters     | Educating Rita                |      |
| Debra Winger      | Terms of Endearment           |      |
| 1984 (57ste)      |                               |      |
| Sally Field       | Places in the Heart           |      |
| Judy Davis        | A Passage to India            |      |
| Jessica Lange     | Country                       |      |
| Vanessa Redgrave  | The Bostonians                |      |
| Sissy Spacek      | The River                     |      |
| 1985 (58ste)      |                               |      |
| Geraldine Page    | The Trip to Bountiful         |      |
| Anne Bancroft     | Agnes of God                  |      |
| Whoopi Goldberg   | The Color Purple              |      |
| Jessica Lange     | Sweet Dreams                  |      |
| Meryl Streep      | Out of Africa                 |      |
| 1986 (59ste)      |                               |      |
| Marlee Matlin     | Children of a Lesser God      |      |
| Jane Fonda        | The Morning After             |      |
| Sissy Spacek      | Crimes of the Heart           |      |
| Kathleen Turner   | Peggy Sue Got Married         |      |
| Sigourney Weaver  | Aliens                        |      |
| 1987 (60ste)      |                               |      |
| Cher              | Moonstruck                    |      |
| Glenn Close       | Fatal Attraction              |      |
| Holly Hunter      | Broadcast News                |      |
| Sally Kirkland    | Anna                          |      |
| Meryl Streep      | Ironweed                      |      |
| 1988 (61ste)      |                               |      |
| Jodie Foster      | The Accused                   |      |
| Glenn Close       | Dangerous Liaisons            |      |
| Melanie Griffith  | Working Girl                  |      |
| Meryl Streep      | A Cry in the Dark             |      |
| Sigourney Weaver  | Gorillas in the Mist          |      |
| 1989 (62ste)      |                               |      |
| Jessica Tandy     | Driving Miss Daisy            |      |
| Isabelle Adjani   | Camille Claudel               |      |
| Pauline Collins   | Shirley Valentine             |      |
| Jessica Lange     | Music Box                     |      |
| Michelle Pfeiffer | The Fabulous Baker Boys       |      |

### 1990-1999
| Jaar                 | Actrice                       | Film |
| -------------------- | ----------------------------- | ---- |
| 1990 (63ste)         |                               |      |
| Kathy Bates          | Misery                        |      |
| Anjelica Huston      | The Grifters                  |      |
| Julia Roberts        | Pretty Woman                  |      |
| Meryl Streep         | Postcards from the Edge       |      |
| Joanne Woodward      | Mr. and Mrs. Bridge           |      |
| 1991 (64ste)         |                               |      |
| Jodie Foster         | The Silence of the Lambs      |      |
| Geena Davis          | Thelma & Louise               |      |
| Laura Dern           | Rambling Rose                 |      |
| Bette Midler         | For the Boys                  |      |
| Susan Sarandon       | Thelma & Louise               |      |
| 1992 (65ste)         |                               |      |
| Emma Thompson        | Howards End                   |      |
| Catherine Deneuve    | Indochine                     |      |
| Mary McDonnell       | Passion Fish                  |      |
| Michelle Pfeiffer    | Love Field                    |      |
| Susan Sarandon       | Lorenzo's Oil                 |      |
| 1993 (66ste)         |                               |      |
| Holly Hunter         | The Piano                     |      |
| Angela Bassett       | What's Love Got to Do with It |      |
| Stockard Channing    | Six Degrees of Separation     |      |
| Emma Thompson        | The Remains of the Day        |      |
| Debra Winger         | Shadowlands                   |      |
| 1994 (67ste)         |                               |      |
| Jessica Lange        | Blue Sky                      |      |
| Jodie Foster         | Nell                          |      |
| Miranda Richardson   | Tom & Viv                     |      |
| Winona Ryder         | Little Women                  |      |
| Susan Sarandon       | The Client                    |      |
| 1995 (68ste)         |                               |      |
| Susan Sarandon       | Dead Man Walking              |      |
| Elisabeth Shue       | Leaving Las Vegas             |      |
| Sharon Stone         | Casino                        |      |
| Meryl Streep         | The Bridges of Madison County |      |
| Emma Thompson        | Sense and Sensibility         |      |
| 1996 (69ste)         |                               |      |
| Frances McDormand    | Fargo                         |      |
| Brenda Blethyn       | Secrets & Lies                |      |
| Diane Keaton         | Marvin's Room                 |      |
| Kristin Scott Thomas | The English Patient           |      |
| Emily Watson         | Breaking the Waves            |      |
| 1997 (70ste)         |                               |      |
| Helen Hunt           | As Good as It Gets            |      |
| Helena Bonham Carter | The Wings of the Dove         |      |
| Julie Christie       | Afterglow                     |      |
| Judi Dench           | Mrs. Brown                    |      |
| Kate Winslet         | Titanic                       |      |
| 1998 (71ste)         |                               |      |
| Gwyneth Paltrow      | Shakespeare in Love           |      |
| Cate Blanchett       | Elizabeth                     |      |
| Fernanda Montenegro  | Central Station               |      |
| Meryl Streep         | One True Thing                |      |
| Emily Watson         | Hilary and Jackie             |      |
| 1999 (72ste)         |                               |      |
| Hilary Swank         | Boys Don't Cry                |      |
| Annette Bening       | American Beauty               |      |
| Janet McTeer         | Tumbleweeds                   |      |
| Julianne Moore       | The End of the Affair         |      |
| Meryl Streep         | Music of the Heart            |      |

### 2000-2009
| Jaar                    | Actrice                                         | Film |
| ----------------------- | ----------------------------------------------- | ---- |
| 2000 (73ste)            |                                                 |      |
| Julia Roberts           | Erin Brockovich                                 |      |
| Joan Allen              | The Contender                                   |      |
| Juliette Binoche        | Chocolat                                        |      |
| Ellen Burstyn           | Requiem for a Dream                             |      |
| Laura Linney            | You Can Count on Me                             |      |
| 2001 (74ste)            |                                                 |      |
| Halle Berry             | Monster's Ball                                  |      |
| Judi Dench              | Iris                                            |      |
| Nicole Kidman           | Moulin Rouge!                                   |      |
| Sissy Spacek            | In the Bedroom                                  |      |
| Renée Zellweger         | Bridget Jones's Diary                           |      |
| 2002 (75ste)            |                                                 |      |
| Nicole Kidman           | The Hours                                       |      |
| Salma Hayek             | Frida                                           |      |
| Diane Lane              | Unfaithful                                      |      |
| Julianne Moore          | Far from Heaven                                 |      |
| Renée Zellweger         | Chicago                                         |      |
| 2003 (76ste)            |                                                 |      |
| Charlize Theron         | Monster                                         |      |
| Keisha Castle-Hughes    | Whale Rider                                     |      |
| Diane Keaton            | Something's Gotta Give                          |      |
| Samantha Morton         | In America                                      |      |
| Naomi Watts             | 21 Grams                                        |      |
| 2004 (77ste)            |                                                 |      |
| Hilary Swank            | Million Dollar Baby                             |      |
| Annette Bening          | Being Julia                                     |      |
| Catalina Sandino Moreno | Maria Full of Grace                             |      |
| Imelda Staunton         | Vera Drake                                      |      |
| Kate Winslet            | Eternal Sunshine of the Spotless Mind           |      |
| 2005 (78ste)            |                                                 |      |
| Reese Witherspoon       | Walk the Line                                   |      |
| Judi Dench              | Mrs. Henderson Presents                         |      |
| Felicity Huffman        | Transamerica                                    |      |
| Charlize Theron         | North Country                                   |      |
| Keira Knightley         | Pride & Prejudice                               |      |
| 2006 (79ste)            |                                                 |      |
| Helen Mirren            | The Queen                                       |      |
| Penélope Cruz           | Volver                                          |      |
| Judi Dench              | Notes on a Scandal                              |      |
| Meryl Streep            | The Devil Wears Prada                           |      |
| Kate Winslet            | Little Children                                 |      |
| 2007 (80ste)            |                                                 |      |
| Marion Cotillard        | La Vie en Rose                                  |      |
| Cate Blanchett          | Elizabeth: The Golden Age                       |      |
| Julie Christie          | Away from Her                                   |      |
| Laura Linney            | The Savages                                     |      |
| Ellen Page              | Juno                                            |      |
| 2008 (81ste)            |                                                 |      |
| Kate Winslet            | The Reader                                      |      |
| Anne Hathaway           | Rachel Getting Married                          |      |
| Angelina Jolie          | Changeling                                      |      |
| Melissa Leo             | Frozen River                                    |      |
| Meryl Streep            | Doubt                                           |      |
| 2009 (82ste)            |                                                 |      |
| Sandra Bullock          | The Blind Side                                  |      |
| Helen Mirren            | The Last Station                                |      |
| Carey Mulligan          | An Education                                    |      |
| Gabourey Sidibe         | Precious: Based on the Novel 'Push' by Sapphire |      |
| Meryl Streep            | Julie & Julia                                   |      |

### 2010-2019
| Jaar               | Actrice                                   | Film |
| ------------------ | ----------------------------------------- | ---- |
| 2010 (83ste)       |                                           |      |
| Natalie Portman    | Black Swan                                |      |
| Annette Bening     | The Kids Are All Right                    |      |
| Nicole Kidman      | Rabbit Hole                               |      |
| Jennifer Lawrence  | Winter's Bone                             |      |
| Michelle Williams  | Blue Valentine                            |      |
| 2011 (84ste)       |                                           |      |
| Meryl Streep       | The Iron Lady                             |      |
| Glenn Close        | Albert Nobbs                              |      |
| Viola Davis        | The Help                                  |      |
| Rooney Mara        | The Girl with the Dragon Tattoo           |      |
| Michelle Williams  | My Week with Marilyn                      |      |
| 2012 (85ste)       |                                           |      |
| Jennifer Lawrence  | Silver Linings Playbook                   |      |
| Jessica Chastain   | Zero Dark Thirty                          |      |
| Emmanuelle Riva    | Amour                                     |      |
| Quvenzhané Wallis  | Beasts of the Southern Wild               |      |
| Naomi Watts        | The Impossible                            |      |
| 2013 (86ste)       |                                           |      |
| Cate Blanchett     | Blue Jasmine                              |      |
| Amy Adams          | American Hustle                           |      |
| Sandra Bullock     | Gravity                                   |      |
| Judi Dench         | Philomena                                 |      |
| Meryl Streep       | August: Osage County                      |      |
| 2014 (87ste)       |                                           |      |
| Julianne Moore     | Still Alice                               |      |
| Marion Cotillard   | Two Days, One Night                       |      |
| Felicity Jones     | The Theory of Everything                  |      |
| Rosamund Pike      | Gone Girl                                 |      |
| Reese Witherspoon  | Wild                                      |      |
| 2015 (88ste)       |                                           |      |
| Brie Larson        | Room                                      |      |
| Cate Blanchett     | Carol                                     |      |
| Jennifer Lawrence  | Joy                                       |      |
| Charlotte Rampling | 45 Years                                  |      |
| Saoirse Ronan      | Brooklyn                                  |      |
| 2016 (89ste)       |                                           |      |
| Emma Stone         | La La Land                                |      |
| Isabelle Huppert   | Elle                                      |      |
| Ruth Negga         | Loving                                    |      |
| Natalie Portman    | Jackie                                    |      |
| Meryl Streep       | Florence Foster Jenkins                   |      |
| 2017 (90ste)       |                                           |      |
| Frances McDormand  | Three Billboards Outside Ebbing, Missouri |      |
| Sally Hawkins      | The Shape of Water                        |      |
| Margot Robbie      | I, Tonya                                  |      |
| Saoirse Ronan      | Lady Bird                                 |      |
| Meryl Streep       | The Post                                  |      |
| 2018 (91ste)       |                                           |      |
| Olivia Colman      | The Favourite                             |      |
| Yalitza Aparicio   | Roma                                      |      |
| Glenn Close        | The Wife                                  |      |
| Lady Gaga          | A Star Is Born                            |      |
| Melissa McCarthy   | Can You Ever Forgive Me?                  |      |
| 2019 (92ste)       |                                           |      |
| Renée Zellweger    | Judy                                      |      |
| Cynthia Erivo      | Harriet                                   |      |
| Scarlett Johansson | Marriage Story                            |      |
| Saoirse Ronan      | Little Women                              |      |
| Charlize Theron    | Bombshell                                 |      |

### 2020-2029
| Jaar               | Actrice                              | Film |
| ------------------ | ------------------------------------ | ---- |
| 2020 (93ste)       |                                      |      |
| Frances McDormand  | Nomadland                            |      |
| Viola Davis        | Ma Rainey's Black Bottom             |      |
| Andra Day          | The United States vs. Billie Holiday |      |
| Vanessa Kirby      | Pieces of a Woman                    |      |
| Carey Mulligan     | Promising Young Woman                |      |
| 2021 (94ste)       |                                      |      |
| Jessica Chastain   | The Eyes of Tammy Faye               |      |
| Olivia Colman      | The Lost Daughter                    |      |
| Penélope Cruz      | Parallel Mothers                     |      |
| Nicole Kidman      | Being the Ricardos                   |      |
| Kristen Stewart    | Spencer                              |      |
| 2022 (95ste)       |                                      |      |
| Michelle Yeoh      | Everything Everywhere All at Once    |      |
| Cate Blanchett     | Tár                                  |      |
| Ana de Armas       | Blonde                               |      |
| Andrea Riseborough | To Leslie                            |      |
| Michelle Williams  | The Fabelmans                        |      |
| 2023 (96ste)       |                                      |      |
| Emma Stone         | Poor Things                          |      |
| Annette Bening     | Nyad                                 |      |
| Lily Gladstone     | Killers of the Flower Moon           |      |
| Sandra Hüller      | Anatomy of a Fall                    |      |
| Carey Mulligan     | Maestro                              |      |
| 2024 (97ste)       |                                      |      |
| Mikey Madison      | Anora                                |      |
| Cynthia Erivo      | Wicked                               |      |
| Karla Sofía Gascón | Emilia Pérez                         |      |
| Demi Moore         | The Substance                        |      |
| Fernanda Torres    | I'm Still Here                       |      |

## Recordhouders
|              |  |              |
| Luise Rainer |  | Meryl Streep |

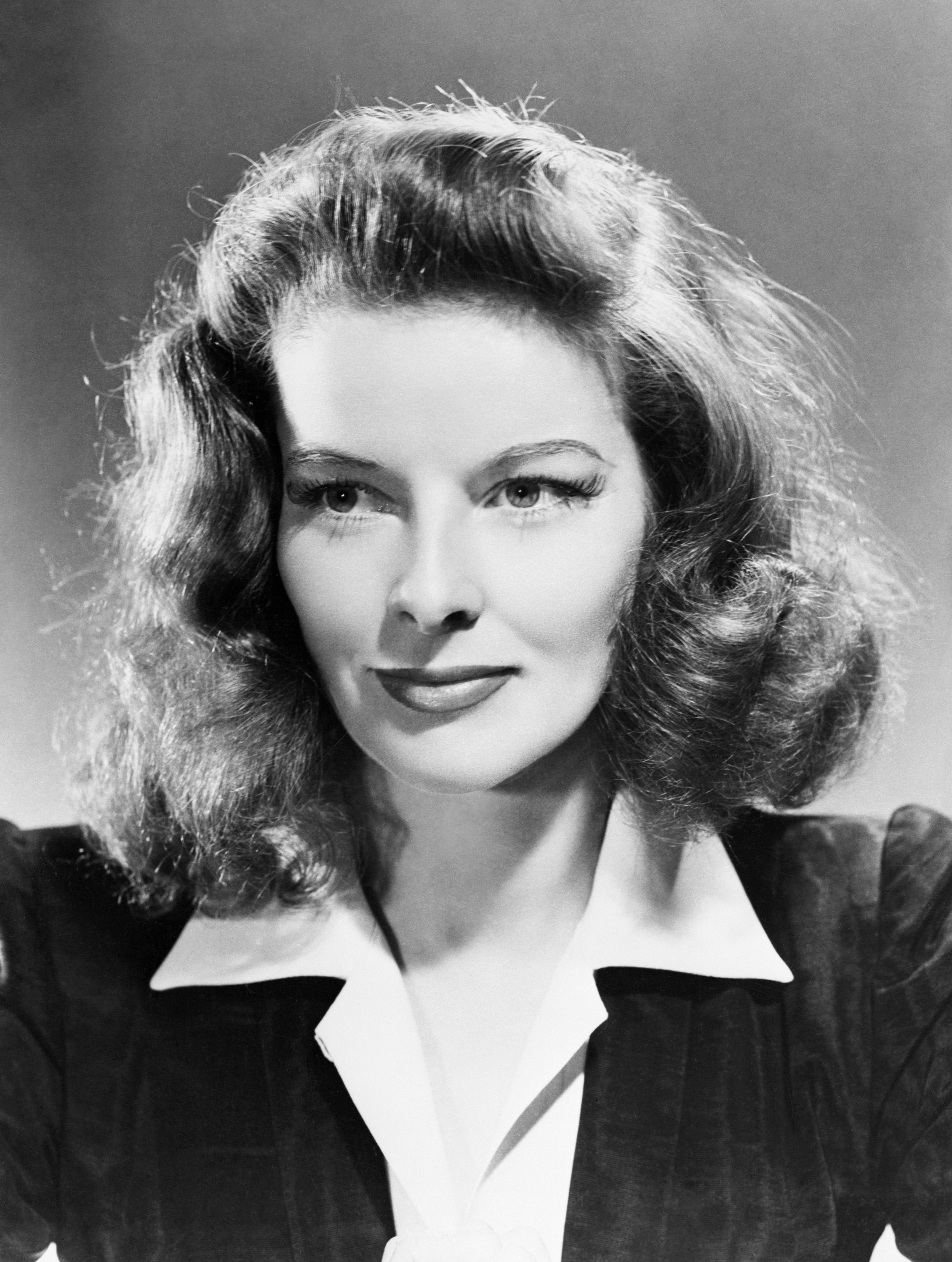
Katharine Hepburn

Katharine Hepburn is de recordhoudster met vier Oscars in de categorie 'Beste actrice'. Luise Rainer was de eerste actrice die de prijs meer dan één keer won.
- Vier Oscars:
  - Katharine Hepburn (1933, 1967, 1968, 1981)
- Drie Oscars:
  - Frances McDormand (1996, 2017, 2020)
- Twee Oscars (alfabetisch):
  - Ingrid Bergman (1944, 1956)
  - Bette Davis (1935, 1938)
  - Sally Field (1979, 1984)
  - Jane Fonda (1971, 1978)
  - Jodie Foster (1988, 1991)
  - Olivia de Havilland (1946, 1949)
  - Glenda Jackson (1970, 1973)
  - Vivien Leigh (1939, 1951)
  - Luise Rainer (1936, 1937)
  - Emma Stone (2016, 2023)
  - Meryl Streep (1982, 2011)
  - Hilary Swank (1999, 2004)
  - Elizabeth Taylor (1960, 1966)

Wat betreft nominaties is Meryl Streep recordhoudster. Tot en met 2020 werd ze zeventien keer genomineerd voor de Oscar voor beste actrice en vier keer voor beste vrouwelijke bijrol. Winnen deed ze in de categorie 'bijrol' eenmaal: met haar rol in Kramer vs. Kramer uit 1979. In de categorie 'hoofdrol' won ze tweemaal: de eerste keer met haar rol in Sophie's Choice (1982), de tweede keer met haar rol in The Iron Lady (2011).